# Air America
Air America (ранее известная как Air America Radio и Air America Media) — американская радиосеть в формате прогрессивного разговорного радио, существовавшее с марта 2004 по январь 2010 года.
Сеть была основана как альтернатива консервативным разговорным радиостанциям, придерживающаяся левых политических взглядов. Эфир содержал программы и монологи ведущих, интервью с приглашёнными гостями, телефонные звонки от радиослушателей и выпуски новостей. Несколько программ имело аудитории более миллиона человек.
Однако Air America имела финансовые проблемы. Разразившийся в 2005 году скандал из-за секретного денежного перевода в 1 млн долл. от Boys & Girls Club, осуществлённого Эваном Коэном, привёл к созданию негативной репутации компании. Платежи были возмещены, но в октябре 2006 года растущие долги вынудили Air America Radio объявить о банкротстве по 11 статье одноимённого кодекса США. Компания в марте 2007 года была приобретена нью-йоркским девелопером Стивеном Грином и его братом Марком за 4,25 млн долл.
За свою историю компания трижды меняла своё название (Air America Radio, Air America Media, Air America), желая подчеркнуть свой статус вещателя не только в радийном формате, но и через интернет и телевидение. Из-за финансовых проблем 21 января 2010 года Air America прекратила вещание, ликвидация прошла по 7 главе кодекса США о банкротстве.
Вскоре после закрытия радиосети права на её бренд приобрела Newsweb Corporation, контролирующая прогрессивистскую чикагскую радиостанцию WCPT.

## История

### Подготовка
В конце 2002 года чикагские ntrepreneurs Шелдон Дробный и Анита Дробная решили организовать для уволенного радиоведущего Майка Маллоя синдицированное вещание по всей стране. По его предложению они наняли радийного топ-менеджера из Атланты Джона Синтона в качестве CEO AnShell Media, после чего было решено начать сбор средств. Первый официальный фандрайзинг состоялся в октябре 2002 года в доме Арианны Хаффингтон. Первоначальным названием до официального запуска стало Central Air, предложенное вещателем и братом Джона Кэри Брюсом Стинтоном.
В сентябре 2002 года в Вашингтоне сотрудник демократической партии США Том Этанс и радийщик Пол Фиддик запустили Демократическое радио. Новое СМИ ставило целью создание политического баланса в сфере коммерческого радио, через финансирование и создание разговорных ток-шоу для распространения их по всей стране через радиосети. Это радио дало начало карьерам Эда Шульца и Стефани Миллер.
В феврале 2003 года в The New York Times вышло интервью с Синтоном о целях AnShell. Он, Дробные и венчурный инвестор Хавьер Сааде продолжали заниматься сбором средств в Лос-Анджелесе, Нью-Йорке и Вашингтоне. Синтон провёл встречу с Элом Франкеном насчёт его участия в проекте в качестве главной звезды, но окончательно решения принято не было.
Актриса и политический активист Джанин Гарофало выразила желание вести шоу, после того как Синтон упомянул её в ходе эфира Politics Today на CNN. В ходе поездки в Лос-Анджелес Синтон по предложению Франкена провёл встречу с одним из создателей Daily Show Лиз Винстеад, которая стала первым программным менеджером и соведущей одной из программ на Air America. В ноябре 2003 года брат Синтона Стив Синтон покинул подразделение разговорного радио в Clear Channel ради поста вице-президента по программированию и управлению.
AnShell и Democracy Radio боролись за внимание одних и тех же инвесторов. В ходе поездки в Вашингтон бывший глава к администрации Белого Дома при президенте Билле Клинтоне Джон Подеста представил молодого адвоката Дэвида Гудфренда, который познакомил Дробных и Синтона со своим бывшим однокурсником по колледжу Эваном Монтвелом Коэном, зарабатывавшим на жизнь за счёт прибыли от рекламных и исследовательских компаний в Тихом океане. Дробные продали AnShell Media Коэну и радиовещателю из Гуама Рексу Соренсену, которые основали Progress Media. Коэн стал председателем совета директоров, Марк Уолш — CEO; Синтона — президентом, хотя его влияние на ежедневную деятельность компании сократилось.

### Запуск
Будущее радиосети после найма Гудфренда и Уолша осенью 2003 года начало обретать форму. Гарофало и Франкен подписали контракты, за короткое время также удалось договориться с Винстед, Марком Мароном, Чаком Ди, медиа консультантом Карлом Гинсбергом и другими. В начале 2004 года штат был окончательно сформирован, и 31 марта на частоте нью-йоркской радиостанции WLIB началось вещание. На тот момент Air America Radio было единственной радиосетью, придерживавшейся полностью прогрессевистских взглядов. Её предшественник на этом поприще I.E. America Radio Network прекратила вещание 27 февраля 2004 года, Democracy Radio радиосетью не являлось.
AAR стала самой быстрорастущей радиосетью в истории современного радио, к 2005 году увеличив число своих слушателей со 120. до 400 тыс. и достигнув еженедельной аудитории в 2,137 млн человек.

### Трудности
В то время, когда было основано Air America Radio, Progress Media (организация, созданная и полностью контролируемая Эваном Коэном и его бывшим деловым партнёром Рексом Соренсоном) заявила, что до своего дебюта привлекла венчурный капитал в размере 30 миллионов долларов США. Позже Wall Street Journal оценил эту сумму ближе к 6 миллионам долларов США; Соренсен сказал, что инвестор отказался в последнюю минуту.
Соренсен так и не назвал предполагаемого инвестора. Соренсен работал финансовым директором Progress Media и Air America Radio. Он имел полный контроль над всеми фондами и банковскими отношениями компании и подчинялся непосредственно председателю правления Эвану Коэну. Никто другой в компании, начиная с Уолша, не контролировал деятельность Соренсена и не вносил в неё никакого участия.
2 апреля 2004 г., на следующий день после запуска сети, генеральный директор Марк Уолш навсегда покинул офис. У него был ряд разногласий с Эваном Коэном по поводу направления компании и, в частности, по поводу полного отсутствия финансовой прозрачности в деловых отношениях Коэна и усилиях по сбору средств. Уолш был жителем Вашингтона, округ Колумбия, и сказал Коэну, что он не может быть частью предприятия, управляемого таким непрозрачным и подрывным образом. Уолш так и не вернулся в офис, пока Коэн был председателем, и через несколько недель ушёл из компании.
Через две недели после эфирного дебюта Air America Radio программы были прекращены на двух ключевых рынках из-за разногласий по контрактам Multicultural Radio владело двумя станциями, которые по договору транслировали передачи Air America в Чикаго и калифорнийской Санта-Монике. Air America обвиняла Multicultural Radio в том, что та продала время на своей станции в Лос-Анджелесе как Air America, так и другой стороне, и заявила, что именно поэтому она прекратила оплату услуг на время проведения расследования. Multicultural Radio в ответ обвиняла Air America в отказе от чеков и оценивала свои расходы в 1 млн долл. Air America Radio подала жалобу в Верховный суд Нью-Йорка, обвиняя в нарушении контракта, и на короткое время получила судебный запрет на восстановление сети на радиостанции WNTD в Чикаго. 20 апреля 2004 г. сеть объявила, что спор был урегулирован, и последний день вещания Air America на WNTD был 30 апреля 2004 г. Верховный суд Нью-Йорка в конечном итоге пришёл к выводу, что судебный запрет был введён непредусмотрительно и что судебный иск Air America Radio был необоснованным, жалоба Air America была отклонена, а Multicultural присудила более 250 тыс. долл в качестве возмещения ущерба и гонораров адвокатам. Согласно последующему иску от Multicultural, Air America Radio так и не выплатила суммы, назначенные судом.
Через четыре недели после дебюта Air America её исполнительный вице-президент по программированию Дэйв Логан покинул сеть. Через неделю после этих уходов его председатель и вице-председатель Эван Коэн и его инвестиционный партнёр Рекс Соренсен были вытеснены оставшимися инвесторами. На напряжённом вечернем совещании, в котором участвовали Франкен, Сааде, Дробны, Марк Уолш и другие инвесторы, компания обнаружила, что у неё практически нет активов. Он попросил Дэвида Гудфренда управлять компанией, пока планировалась реорганизация и собирались новые средства. Впоследствии у компании было несколько исполняющих обязанности генеральных директоров, в том числе внешний инвестор Дуг Кригер и Джон Синтон на короткий период.
В рамках реорганизации совет директоров Progress Media выкупил активы этой компании, создав новую компанию Piquant LLC. Примерно в то же время компания решила прекратить попытки покупать радиостанции и арендовать эфирное время, а также разрешить филиалам распространять программы за пределами предложений сети.
28 февраля 2005 г. был назначен новый генеральный директор Дэнни Голдберг, а в апреле 2005 г. президентом сети был назначен Гэри Кранц. Гинзбург и Синтон были назначены сооперационными директорами, при этом Гинзбург отвечал за операции, а Синтон отвечал за программирование и партнёрские отношения.
В декабре 2005 года, вопреки возражениям Синтона, генеральный директор Дэнни Голдберг закрыл утреннее Morning Sedition и допустил расторжение контракта с комиком и соведущим Марком Мароном. Хотя увеличение накладных расходов на масштабный формат шоу могло быть фактором закрытия шоу, Марон утверждал, что Голдберг не «понял» или не согласился с комедией в шоу. Марон усугубил конфликт, привлекая внимание к своему положению во время шоу в течение нескольких недель, что спровоцировало кампанию по сбору петиций, собравшую более 5000 подписей. Это было безрезультатно, поскольку 28 ноября Марон объявил, что его последнее выступление состоится 16 декабря 2005 года. Марону предложили вечернее шоу, которое ненадолго транслировалось на филиале KTLK в Лос-Анджелесе, но Air America так и не выполнила обещанное общенациональное распространение. и шоу было отменено в июле 2006 года. Голдберг объявил о своей отставке 6 апреля 2006 года, проработав чуть более года. Гость Марон несколько раз вёл в 2007 году, а теперь является соведущим программы веб-трансляции для Air America под названием «Breakroom Live».
14 июля 2006 года Джанин Гарофало провела последний эфир в качестве соведущей The Majority Report, само шоу закрылось через несколько месяцев.
By the late summer of 2006 Sinton and Ginsburg’s influence was marginalized (both would leave in short order).
30 августа 2006 года ведущий ночного шоу Майк Маллой был уволен из сети, хотя за две недели до увольнения он объявил о предстоящем многолетнем контракте с Air America, по которому и вернётся в эфир в Нью-Йорке. Увольнение объяснили финансовыми причинами. Его последнее выступление состоялось 29 августа 2006 года, когда он заменил Рэнди Роудс. Увольнение вызвало критику со стороны известных ведущих Air America, включая Роудса и Сэма Седера. Он также начал большую онлайн-кампанию, включая петицию, которая по состоянию на октябрь 2006 года собрала более 17 000 подписей. В конце октября Маллой возобновил своё шоу на недавно созданной прогрессивной радиосети Nova M Radio.

### Заём от Gloria Wise
В июле 2005 года газета Bronx News сообщила, что оказывающая услуги детям и старикам в Бронксе некоммерческая организация Gloria Wise Boys and Girls Club дала взаём в 480 тыс. долл. Progress Media. Позже выяснилось, что со 2 октября 2003 по 14 марта 2004 года общий размер денежных перечислений составил 875 тыс. долл., а проценты по этим сумам плательщику уплачены не были.
С тех пор город приостановил дальнейшее финансирование агентства, а Клубы мальчиков и девочек Америки отозвали у группы право использовать их имя, изображение или логотип. В то время, когда должны были быть переведены средства, Эван Коэн, основатель и первый председатель Air America и бывший председатель ныне несуществующей Progress Media, также был директором по развитию Gloria Wise.
В ответ Piquant LLC выпустило пресс-релиз, что она «не имеет никаких обязательств в отношении коммерческой деятельности Progress Media» и полностью выплатит долг Gloria Wise Boys & Girls Club. 28 мая 2008 года Коэн был арестован в международном аэропорту Гуама по ордеру штата Гавайи, ему было предъявлено обвинение в отмывании денег и краже 60 тыс. долл. у ландшафтной компании из Гонолулу.

### Банкротство и продажа Green Family Media
13 октября 2006 года Air America подала заявление о защите от банкротства в соответствии с Главой 11 в Суд США по делам о банкротстве Южного округа Нью-Йорка. Air America продолжала вещание, пока финансовые вопросы решались с кредиторами. У компании было более 4,3 млн долл. в активах и 20,266 долл. обязательств. Только Эл Франкен был должен 360 749,98 долл., наибольший долг был у основателя RealNetworks Роба Глейзера — 9,8 млн долл. Документ содержал более 25 страниц кредиторов и свидетельствовал, что компания потеряла 9,1 миллиона долларов США в 2004 году, 19,6 млн долл. в 2005 году и 13,1 миллиона долларов США к середине октября 2006 года..
29 января 2007 г. Air America подписала письмо о намерениях продать свой бизнес SLG Radio LLC, принадлежащей крупному застройщику Стивену Л. Грину. Продажа за 4,25 млн долл. была завершена 6 марта 2007 г. компании Green Family Media, созданной Стивеном Грином и его братом Марком Дж. Грином.
Во время банкротства радиосети её ключевая фигура в эфире Эл Франкен решил отказаться от своего шоу для участия в выборы в Сенат США от штата Миннесота. Он сделал официальное заявление об этом во время последнего шоу, в марте 2007 года его заменил Том Хартманн. С большим трудом Франкен выиграл выборы (1 212 629 голосов, 41,99 %), обойдя Норма Коулмана (1 212 317 голосов, 41,98 %) и независимого кандидата Дина Баркли (437 505 голосов, 15,15 %).

### Air America 2.0
После продажи были быстро внесены серьёзные изменения. Стивен Грин стал председателем сети, а Марк Грин стал президентом Air America с практической ролью. Бывший исполнительный директор Скотт Элберг остался главным операционным директором. 25 апреля 2007 г. Марк Грин сообщил, что взамен Jones Radio Networks продажами рекламы займётся радиосеть Westwood One. роме того, был представлен новый состав радиосети. Четыре лучших шоу по будням были сохранены, но в остальной состав были внесены значительные изменения. Грин также объявил о редизайне веб-сайта сети в дополнение к новому логотипу.
14 марта 2007 года новые владельцы Air America объявили о найме ветерана радиорынка Дэвида Бернштейна на должность нового вице-президента по программированию. До прихода в Air America он был наиболее известен как программный директор нью-йоркской радиостанции WOR с 1995 по 2002 год. В интервью New York Daily News, он объяснил своё видение будущего Air America: «Я не вижу нашей цели в том, чтобы „отвечать“ консервативному радио или Рашу Лимбо. Сегодня в этой стране нет явного большинства. Мы хочу поговорить со всеми и помочь каждому сделать правильный выбор». 15 ноября 2007 года Radio Online сообщил, что Бернстайн покидает Air America. .
После того, как руководство Air America отстранило Рэнди Роудс от эфиров за комментарии в адрес Джеральдин Ферраро и Хиллари Клинтон, она покинула радиосеть 9 апреля 2008 г. со ссылкой на спор по трудовому контракту. Она была одной из самых популярных ведущих Air America, за четыре года её еженедельная аудитория достигла 1,5 млн человек в неделю. Роудс перешёл на Nova M Radio на следующей неделе, She was one of Air America’s more popular hosts, with a listener base of 1.5 million unique listeners per week built up over 4 years. Роудс перешла на Nova M Radio, а затем — на Premiere Networks, её программа просуществовала до 2014 года, через два года перезапустилось в формате подкаста.
Тем временем давняя ведущая Рэйчел Мэддоу в качестве приглашённого ведущего и участника дискуссии начала появляться на MSNBC, с сентября 2008 года она начала вести собственное шоу в прайм-тайм. Её радиошоу стало больше похоже на повтор её телешоу, и в конечном итоге превратилось в одночасовое утреннее шоу. Сама она не хотела отказываться от работы от радио и верила концепцию Air America.
1 марта 2009 года Том Хартманн перенёс своё шоу в радиосеть Dial Global.

### Продажа и закрытие
В 2009 году Стивен Грин продал Air America Radio бывшему политику и создателю Pendulum Media Чарльзу Кирекеру, который был мелким инвестором в одной из компаний, спасших Air America от банкротства в марте прошлого года. Марк Грин остался президентом. За 2008 год сеть понесла убытки более чем на 13 миллионов долларов, в 2009 году ожидался выход в плюс.
21 января 2010 г. Air America объявила, что немедленно прекратит программирование эфира и подаст заявление о банкротстве по главе 7, дав на своём сайте подробное объяснение:
Очень сложная экономическая ситуация оказала значительное влияние на бизнес Air America. Прошлый год стал свидетелем «идеального шторма» в медиа-индустрии в целом. Национальные и местные доходы от рекламы резко упали, в результате чего многие медиакомпании по всей стране закрылись или обратились за защитой от банкротства. От крупных до мелких, недавние банкротства, такие как Citadel Broadcasting, и закрытие отраслевого издания Radio & Records сигнализируют о том, что сейчас очень трудные и быстро меняющиеся времена.
Others involved with Air America or progressive talk radio cite other reasons as the cause of the network’s demise. Thom Hartmann left Air America due in part to his dissatisfaction with the network’s merry-go-round management. "We’ve been far more successful since we left, " Mr. Hartmann said in an interview after the closure. Several other former employees have made similar complaints, specifically that the management of Air America lacked the necessary broadcasting business expertise.
Прогрессивистский политический комментатор Алан Колмс сослался на проблемы со входившими в сеть станциями:
Поскольку консерваторы были настолько укоренены на традиционных станциях, прогрессисты на Air America были переведены на меньшие, менее мощные и неэффективные сигналы, которые не могли конкурировать со своими более авторитетными аналогами; конечно, не без большого продвижения по службе и времени на разработку, в которых в большинстве случаев было отказано..
В какой-то момент после закрытия сети в 2010 году Newsweb Corporation (владелец чикагской радиостанции диапазона WCPT AM) получила право собственности на название сети.

## Рейтинги
В рейтинговой книге Arbitron за весну 2008 г. станции, передающие большинство программ AAR и публикующие отчёты о рынках каждый квартал, в среднем составляли 1,3 доли. Филиалы Air America с самым высоким рейтингом получили KPOJ в Портленде, штат Орегон (доля 3,7), WXXM в Мэдисоне, штат Висконсин (3,5), и KABQ в Альбукерке, штат Нью-Мексико (2,6). Филиалы с самым низким рейтингом были WDTW и WLBY в Детройте, штат Мичиган (неизмеримо), WOIC в Колумбии, Южная Каролина (0,4), WTKG в Гранд-Рапидсе, штат Мичиган (0,5), и флагманская станция WWRL в Нью-Йорке (0,5)..

## Филиалы
К октябрю 2008 года программы Air America транслировали  66 радиостанций, Тридцать две из этих станций транслируют большинство программ AAR. За первые 4,5 года существования сети Air America потеряла 63 филиала из-за других программ или форматов. Air America считает любую станцию, которая транслирует какие-либо их программы, аффилированным лицом, подобно таким радиосетям, как ESPN Radio. Принадлежавшие Clear Channel Communications станции были одними из первых сторонников сети, и компания использовала сеть в качестве программирования для некоторых своих небольших AM-станций. Однако в последние несколько лет сеть вместо этого двигалась к замене Air America на этих станциях/

## Память
Незадолго до выборов в Конгресс вышла 300-страничная книга Air America, the Playbook, состоящая из эссе, расшифровок эфиров и интервью с большей частью сотрудников Air Americ. 8 октября она попала в список бестселлеров The New York Times.